# José Júdice

José Júdice é um jornalista português.

## Carreira
José Júdice trabalhou na BBC de 1972 a 1981. Foi um dos fundadores do 2.º Canal da RTP e coapresentador com António Mega Ferreira do telejornal desse canal. Foi jornalista e grande repórter do "Expresso" e do "Público". Foi comentador no programa Eixo do Mal na SIC Notícias. Escreveu regularmente crónicas para os jornais "O Independente", "24 Horas" e "Metro".
Tem o curso de jornalismo do Centre de Formation des Journalistes (CFPJ) em Paris e ganhou o prémio "Gazeta de Jornalismo" - reportagem de imprensa (com Benjamim Formigo) em 1987, com uma série de reportagens sobre o tráfico de armas em Portugal.
Em outubro de 2023, foi nomeado diretor do Diário de Notícias, apesar da pronúncia desfavorável do Conselho de Redação.